# Dirección General de Ordenación Pesquera y Acuicultura
La Dirección General de Ordenación Pesquera y Acuicultura (DGOPA) es el órgano directivo del Ministerio de Agricultura, Pesca y Alimentación, adscrito a la Secretaría General de Pesca, responsable de la planificación y registro de la flota pesquera, formación de los trabajadores del sector y de la gestión de los fondos comunitarios para el ámbito pesquero.

## Historia
La Dirección General de Ordenación Pesquera se creó por Real Decreto de 8 de mayo de 1981, dependiente de la entonces Subsecretaría de Pesca (hoy Secretaría General de Pesca), y se estructuraba en torno a tres subdirecciones generales para la ordenación económico-pesquera, para la ordenación de la flota pesquera y para la ordenación marítimo-pesquera y de las cofradías de pescadores.
En 1991 se suprime el órgano, pasando sus funciones a dos nuevas direcciones generales, la Dirección General de Recursos Pesqueros, que asume todo lo relativo a la ordenación de la actividad pesquera, y la Dirección General de Estructuras Pesqueras que asumió todo lo relativo a la flota pesquera.
Las funciones no se volverán a agrupar en este órgano hasta su recuperación en 2008, cuando asume las funciones de la Dirección General de Estructuras y Mercados Pesqueros. En 2012 asumió competencias de inspección pesquera y en 2016 competencias sobre acuicultura.

## Estructura y funciones
De la Dirección General dependen los siguientes órganos, a través de los cuales ejerce sus funciones:

### Subdirección General de Sostenibilidad Económica y Asuntos Sociales
- La planificación y ordenación de la flota en relación con la gestión de la capacidad pesquera; la gestión y mantenimiento del Registro General de la Flota Pesquera y del Registro Oficial de Empresas Pesqueras en Países Terceros.
- El análisis del equilibrio entre la capacidad pesquera y las oportunidades de pesca de los distintos segmentos de flota; la elaboración del informe anual de la flota pesquera y el análisis y evaluación de los datos económicos del sector pesquero para la realización de estudios e informes sobre la actividad pesquera.
- La coordinación en el ámbito de la Secretaría General de Pesca de las actuaciones relacionadas con la transición energética en el sector de la pesca.
- Ejercer las competencias del Departamento en lo relativo a la elaboración de normativa básica relacionada con los títulos profesionales del sector pesquero competencia la Secretaría General de Pesca; la gestión del Registro de Profesionales del Sector Pesquero y de las titulaciones competencia de la Secretaría General de Pesca y, en particular, de la convalidación y reconocimiento de títulos pesqueros expedidos por países no comunitarios y de la expedición, revalidación y renovación de títulos náutico-pesqueros a los residentes en Ceuta y Melilla y a los extranjeros no residentes en España.
- La coordinación de las relaciones con comunidades autónomas, organismos nacionales e internacionales en materia de títulos de pesca, seguridad a bordo y salvamento marítimo en el ámbito pesquero.
- Planificar y gestionar las políticas sociales de integración e igualdad en el sector pesquero.
- Ejercer las competencias del Departamento en lo relativo al desarrollo local participativo en zonas pesqueras y acuícolas y el fomento de la diversificación económica del sector pesquero y acuícola, en especial, del turismo pesquero y acuícola, así como la coordinación de las actuaciones relacionadas con la economía azul aplicables al sector pesquero y de la acuicultura.
- Ejercer las funciones de autoridad de gestión del Fondo Europeo Marítimo y de Pesca y del Fondo Europeo Marítimo de Pesca y de Acuicultura, así como de cualquier otro fondo que en el futuro le substituya.
- Ejercer la coordinación de los organismos intermedios de gestión.
- El asesoramiento y participación en la planificación en el ámbito de otros fondos comunitarios y ayudas de estado, en el ámbito del sector de la pesca y acuicultura.
- La planificación y gestión de los instrumentos financieros para el sector pesquero y de la acuicultura, en el ámbito de las competencias de la Secretaría General de Pesca.

### Subdirección General de Acuicultura, Comercialización Pesquera y Acciones Estructurales
- Desarrollar y gestionar la política del Departamento en lo relativo a las acciones estructurales dirigidas al sector pesquero y acuícola.
- Las funciones derivadas del ejercicio de las competencias en materia de acuicultura asignadas a la Secretaría General de Pesca la relación con organismos internacionales y la coordinación de la política de la Unión Europea en esta materia.
- Ejercer las competencias del Departamento en lo relativo a la innovación en el sector pesquero y acuícola.
- Ejercer las competencias del Departamento en lo relativo a la planificación de la actividad económica y orientación de mercado en materia de comercialización y transformación de los productos pesqueros, así como las relaciones con los organismos internacionales competentes en materia de comercio exterior y mercados pesqueros, sin perjuicio de las competencias de otros departamentos ministeriales.
- Ejercer las competencias del Departamento en lo relativo a la recopilación y análisis de los datos de comercialización pesquera de manera que la Secretaría General de Pesca cumpla con las obligaciones derivadas de la Política Pesquera Común.
- Proponer y desarrollar el impulso de la trazabilidad de los productos pesqueros, de la transparencia de los mercados y de la información al consumidor, en el marco de la Política Pesquera Común y la Organización Común de los Mercados.
- La coordinación del control oficial de la higiene de la producción primaria pesquera y acuícola, en colaboración con las comunidades autónomas y otras unidades y Departamentos con competencia en dicho control.
- La implantación de las medidas establecidas en la Organización Común de los Mercados y, en especial, el fomento de la creación de las organizaciones profesionales.
- Ejercer las competencias del Departamento en lo relativo al fomento del asociacionismo en el ámbito del sector pesquero y de la acuicultura.
- La coordinación, junto a la Dirección General de Alimentación, de las acciones de promoción de productos pesqueros sin perjuicio de las competencias de otros Departamentos ministeriales..

### Subdirección General de Control e Inspección y Lucha contra la Pesca Ilegal
- El control de la actividad pesquera en cumplimiento de las obligaciones derivadas de la Política Pesquera Común, incluyendo el control de consumo de las cuotas, de las principales especies sometidas a totales admisibles de capturas (TAC) para la toma de medidas de gestión, entre ellas el cierre de pesquerías.
- La autorización de transmisiones temporales de posibilidades de pesca y del uso de los mecanismos de condiciones especiales, flexibilidad Interespecies y flexibilidades de esfuerzo.
- La monitorización y seguimiento continuo de la actividad pesquera mediante los dispositivos de seguimiento por satélite a bordo de los buques (VMS y ERS).
- La emisión y control de las licencias comunitarias de pesca de la flota española en coordinación con la Dirección General de Pesca Sostenible, así como la emisión de las autorizaciones previstas en la normativa específica para la pesca de recreo de las especies de protección diferenciada y la autorización de concursos de pesca de esas especies.
- La autorización de cambios temporales de modalidad, la expedición de las autorizaciones para la flota pesquera exterior y de otras autorizaciones para la flota española, de pruebas de pesca y campañas experimentales de pesca en coordinación con la Dirección General de Pesca Sostenible, así como el seguimiento de la actividad de observadores de control y el control del esfuerzo pesquero.
- La gestión, seguimiento y control de la tramitación de los certificados de capturas para la exportación de productos de la pesca.
- La recopilación, tratamiento y verificación de la información sobre las actividades incluidas en el ámbito del control e inspección de la actividad pesquera.
- La inspección pesquera y la coordinación de los servicios periféricos de inspección, tanto con las dependencias de inspección de las Delegaciones del Gobierno como con los servicios correspondientes de las comunidades autónomas, así como con la Armada, la Guardia Civil, la Agencia Europea de Control de la Pesca, Frontex, Interpol y demás organismos de ámbito internacional.
- Las derivadas de la normativa de la Unión Europea como oficina de enlace única encargada de la aplicación del Sistema de Asistencia Mutua Comunitario y la aplicación de la normativa europea para prevenir, desalentar y eliminar la pesca ilegal, no declarada y no reglamentada.
- La coordinación en materia de control integral de las actividades incluidas en el ámbito de la Política Pesquera Común entre los órganos de la Secretaría General que determine su titular con otros órganos del Departamento, de otros departamentos ministeriales o de las comunidades autónomas, así como también la cooperación internacional y con terceros países en materia de control e inspección y lucha contra la pesca ilegal, no declarada y no reglamentada.

## Directores generales
En la actualidad, la titularidad de la Dirección General se encuentra vacante por el pase a otro destino del anterior director general, Juan Ignacio Gandarias Serrano, un ingeniero agrónomo y perteneciente al Cuerpo de Técnicos Facultativos Superiores del Ministerio de Agricultura. Mientras dure la vacancia, asume sus funciones Ana Redondo Garrido, subdirectora general de Sostenibilidad Económica y Asuntos Sociales.